# Прашки
Вижте пояснителната страница за други значения на Прашка.
Прашки са вид гащи, най-често дамски и по-рядко мъжки. Задната част на прашките не закрива задника, а представлява лента, която се застава между двата седалищни мускула.
Прашките се носят или по естетични причини, за да се избегне нежелателното и видимо набиране на обикновените гащета под полата или панталона, или като еротично бельо.
Счита се, че прашките са нехигиенично бельо и следва да се носят по-рядко. Това бельо не предпазва седалището, а постоянното му носене може да предизвика раздразнение по кожата от горната дреха или претъркване около ануса.

## Прашките в българската попкултура
На прашките (като еротично бельо) са посветени песните „Синя прашка“ на Пепа и Румънеца и Енчев – „Жени по прашки“.